# اشتياق أحمد
اشتياق أحمد (بالإنجليزية: Ishtiaq Ahmed) هو لاعب هوكي الحقل باكستاني، ولد في 1962 في شيخوبورا في باكستان.

## وصلات خارجية
- اشتياق أحمد على موقع أوليمبيديا (الإنجليزية)